# Eulàlia Valeri i Ferret
Eulàlia Valeri i Ferret   (Barcelona, 1936) és una narradora i poeta catalana.
Mestra i bibliotecària de professió, s'ha destacat en la literatura infantil: Cada ocell al seu niu (1968), Veniu a buscar tresors (1971), El gegant Velihua (1975), Notxa (1977), Ploma daurada (1978). També ha col·laborat en obres col·lectives pedagògiques com Eina (1973) i ha adaptat diverses faules tradicionals per a escolars. En el camp de l'assaig destaca Quins llibres han de llegir els nens (1976) i en la poesia per infants Les quatre estacions (1986), Aire i llum (1986) i Les flors (1988)